# DJR Team Penske
DJR Team Penske (раніше — Dick Johnson Racing) — найстаріша команда Австралії яка змагається в перегонах V8 Supercars. Команда завоювала дев'ять титулів в особистому заліку та два в командному. База команди знаходиться в Голд-Кост, Австралія. У сезоні 2020 за команду виступатимуть #17 Скотт Маклафлін та #12 Фабіан Култхард на Ford Mustang GT.

## Історія
Найстаріша команда чемпіонату V8 Supercars. Створена Діком Джонсоном у 1980 році, вона виділилася із команди дилера Ford в Австралії. Команда використовувала спеціально модифікований автомобіль Ford Falcon до кінця сезону 2018. З 2019 команда перейшла на автомобілі Ford Mustang.

## Досягнення
Команда Dick Johnson Racing здобула 2 командних чемпіонських титули, її пілоти здобули 9 індивідуальних чемпіонських титулів та 5 разів вигравали одні із 3-х найпрестижніших в Австралії перегонів — Bathurst 1000. До великої трійки також ще входять Sandown 500 та Clipsal 500.